# Nemeskéri Erika
Nemeskéri Erika (Budapest, 1943. december 11. –) magyar irodalomtörténész.

## Életpályája
Szülei: Nemeskéri János és Szabó-Patay Erzsébet. 1963-1968 között az ELTE BTK magyar-könyvtár szakán tanult. 1968-tól az Országos Széchényi Könyvtár munkatársa. 1975-től a Kézirattár tudományos munkatársa.
Kutatási területe a XX. századi magyar irodalom.

## Művei
- Móricz Zsigmond politikai vitái (sajtó alá rendezte, 1979)
- Jókai Mór: Emléksorsok. Napló 1848-49-ből (sajtó alá rendezte, 1980)
- Cholnoky László (monográfia, 1989)
- Kedves Csinszka! Drága Mis! Babits és Csinszka levelezése 1919-1920 (sajtó alá rendezte, 1994, 2004)
- Cholnoky László: Szokatlan vendégség. Novellák (sajtó alá rendezte, 1998)
- Weöres Sándor: Egybegyűjtött levelek I.-II. (sajtó alá rendezte, 1998)
- Cholnoky László: Piroska. Hat regény (sajtó alá rendezte, 2000)
- Weöres Sándor: Színjátékok (sajtó alá rendezte, 2005)
- Eltiporva. A vészkorszak és az Országos Széchényi Könyvtár. Az Országos Széchényi Könyvtár kiállítása. 2014. május 28–július 12. Tanulmányok a vészkorszakról és történelmi előzményeiről; szerk. Ujváry Gábor, rend. Hanák Gábor, Nemeskéri Erika, társkurátor Földesi Ferenc; OSZK, Bp., 2014